# Маха Тхиха Тхура
Маха Тхиха Тхура (бирм. မဟာသီဟသူရ; ? — 1782) — крупный бирманский военный и государственный деятель, главнокомандующий бирманской армии (1768—1776), министр (1776—1777), главный министр (1782). Считаясь блестящим военным стратегом, генерал наиболее известен в истории Бирмы тем, что отразил китайское вторжение в Бирму (1765—1769). Он стал главным военачальником на службе у короля Алаунпхайи во время кампании по воссоединению Бирмы (1752—1759), а затем командовал бирманскими армиями в Сиаме, Ланнатае, Луангпхабанге (Лаос) и Манипуре.
Короли Бирмы искали поддержки у уважаемого полководца. Его поддержка была решающей в обеспечении королевского трона для Сингу Мина (1776—1782), его зятя, против остальных сыновей Алаупхайи. Однако впоследствии генерал поссорился со своим зятем и был отодвинут в сторону. В 1782 году он был назначен главным министром новым королем Бирмы Фаунгкой, который сверг Сингу Мина. Когда сам Фаунгка был свергнут Бодопайей шесть дней спустя новый король сохранил Маху Тхиху Тхуру в качестве своего главного министра. Однако старый полководец, который так часто вел своих соотечественников к победе и выиграл самую большую из их войн, был уличен в заговоре против короля и казнен за измену.

## Предыстория
Будущий полководец родился под именем Маун Тха (бирм. မောင်သာ) в современном районе Шуэбо в долине реки Му (примерно в 100 милях к северо-западу от Авы) в последние годы правления династии Таунгу. Тха выросла в период, когда власть короля Махадхаммаразы Дипади (1733—1752) в значительной степени не пользовалась авторитетом по всему королевству. Манипури регулярно совершали набеги на все более глубокие районы Верхней Бирмы между реками Чиндуин и Иравади с середины 1720-х годов. Родная область Тхи находилась прямо на пути набегов и принимала на себя основную тяжесть набегов. Поскольку бирманский королевский двор не мог справиться с маленьким королевством Манипур, бирманцы беспомощно наблюдали, как налетчики поджигали деревни, грабили пагоды и уводили пленников. В 1740 году моны из Нижней Бирмы отделились и основали Возрожденное Королевство Хантавади. Центральная власть короля фактически исчезла, и глубокое чувство беспомощности проникло и углубилось. Армии Хантавади окончательно свергли династию Таунгу в апреле 1752 года, когда они захватили Аву.

## Служба

### Ранние годы (1752—1765)
За несколько недель до падения Авы Тха, как и многие молодые люди в его родном регионе , откликнулся на призыв Ауна Зеи, вождя Моксобо, чтобы противостоять вторгшимся врагам. (Сопротивление Аунг Зеи было лишь одной из многих разрозненных армий сопротивления, возникших по всей охваченной паникой Верхней Бирме.) Родная деревня Тха была одной из 46 деревень, присоединившихся к сопротивлению, возглавляемому Ауном Зея, который теперь основал династию Конбаун и провозгласил себя королем, называя себя Алаунпхая.
Тха быстро доказал свои способности в первых боях Алаунпхаи против вторгшихся войск Королевств Хантавади, а также против конкурирующей армии сопротивления из Кхин-У. Он был избран в качестве одного из 68 элитных командиров, которые должны были стать основным руководством армий Конбауна в течение следующих тридцати лет. Он с отличием служил во время кампаний по воссоединению Алаунпхаи, в результате которых к 1758 году была объединена вся Бирма, завоеван Манипур, изгнали французов из Танхльина и британцев из Неграйса.
После дюжины лет безупречной службы Маха Тхиха Тхура был одним из высших командиров армии династии Конбаун, всего лишь на ступень ниже ситке (главнокомандующих), таких как Минхла Минхаунг Кьяу, Минхаунг Наурахта, Не Мио Тхихапате или Маха Наурахта. В 1765 году он служил под командованием Не Мио Тхихапате во время бирманской военной экспедиции в Сиам. Войска Тхихапате впервые захватили лаосское королевство Лансанг в сухой сезон 1765 года. В декабре 1765 года китайские войска вторглись в Чёнгтун. Хотя бирманцы отразили вторжение к апрелю 1766 года, Тхихапате оставил Маху Тхиху Тхуру в Чёнгтуне с гарнизоном (современный Цзинхун, Юньнань), в то время самая восточная бирманская территория, чтобы охранять тыл сил вторжения в Сиаме.
В конце 1766 года китайские войска вторглись во второй раз. Король Схинбьюшин приказал армии Махи Тхихи Тхуры пересечь северные шанские княжества, чтобы встретить силы цинские войска в коридоре Банмо-Каунгтон. Его успех в китайско-бирманской войне увековечит его в истории Бирмы.

### Китайско-бирманская война (1766—1769)

#### Второе вторжение
Когда Маха Тхиха Тхура получил приказ выступить в Банмо, китайско-бирманская война шла уже второй год. Война началась в 1765 году как пограничный спор. (Династия Цин аннексировала пограничные шанские земли, где местные вожди исконно платили дань обоим королевствам, в 1730-х годах. Начиная с 1758 года, династия Конбаун вновь утвердила бирманскую власть в бывших пограничных землях. После провала первого вторжения, однако, это больше не было пограничным спором для цинского императора Цяньлуна. По слухам, он был настолько взбешен первым поражением, что второе вторжение должно было поставить цинского претендента на бирманский королевский трон.
Армия Махи Тхихи Тхуры в срочном порядке прошла через северные шанские княжества и прибыла в район Банмо в начале 1767 года. Банмо был взят китайцами, которые приступили к осаде бирманской крепости Каунгтон, расположенной в нескольких милях к югу. Армия Махи Тхихи Тхуры была частью бирманского плана окружения китайских войск. Примерно в апреле 1766 года две бирманские армии во главе с Не Мио Ситху и Баламиндином контратаковали, вынудив китайские войска отступить на восток, а затем на север, где их ждала армия Махи Тхихи Тхуры. Две другие бирманские армии также последовали за ними, и китайская армия была полностью уничтожена. После этой победы Маха Тхиха Тхура вместе с другими бирманскими генералами вернулся в Аву в начале мая 1767 года и был принят с почестями.

#### Третье вторжение
Позже в том же году, в ноябре, вторглись гораздо большие силы вторжения (50 000 человек), возглавляемые элитными маньчжурскими знаменосцами. Маха Тхиха Тхура был одним из четырёх командиров, отвечавших за оборону Бирмы (Маха Ситху — главнокомандующий, а его заместители — Маха Тхиха Тхура, Не Мио Ситху и Баламиндин). Но бирманцы не знали о гораздо большей силе китайцев, и у них не было достаточно сил, чтобы отразить гораздо большие силы вторжения. Основная армия Махи Ситху насчитывала всего около 7000 человек. Меньшая армия Махи Тхиху Тхуры была назначена атаковать Хсенви, который Цин захватила и теперь превратила в склад снабжения. В декабре главная армия Махи Ситху была разгромлена 15-тысячной цинской армией под командованием генерала Мингруя (? — 1768), зятя императора, в битве при Готейкском ущелье. Попытка Махи Тхихи Тхуры отбить Хсенви, защищенную 5-тысячным цинским гарнизоном, также потерпела неудачу.
После неудач бирманские армии перешли к партизанской войне. Пользуясь тем, что китайцы не были знакомы с местностью, Маха Тхиха Тхура и его заместитель командир Тейнъя Минхаун особенно успешно нарушали китайское снабжение и линии связи. Поэтому, несмотря на то, что основная армия Мигруя прошла через бирманскую оборону до самого Сингу, она продолжала наступать. Всего в тридцати милях к северу от Авы цинское наступление серьезно ухудшилась из-за отсутствия снабжения. Мингруй также не мог связаться с северными силами вторжения, которые не смогли преодолеть крепость Каунгтон и в конечном итоге отступили обратно в Юньнань.
В начале 1768 года бирманские войска, срочно отозванные из Сиама, начали прибывать обратно. Получив подкрепления, две бирманские армии во главе с Махой Тхихой Тхурой и Не Мио Ситху наконец-то сумели отбить Хсенви. Благодаря этому успеху Маха Тхиха Тхура теперь получил общее командование 12-тысячной бирманской армией, чтобы изгнать превосходящие силы цинских войск. (К тому времени цинская армия уже не была в лучшей форме, потеряв тысячи людей из-за тропических болезней и еще больше страдая от голода). В том, что впоследствии станет известно как битва при Мемьо, Маха Тхиха Тхура успешно окружил отступающие китайские войска в современном Мемьо. Вся китайская армия была уничтожена после трёх дней интенсивных боев. Около 2500 человек были взяты в качестве военнопленных. Только несколько десятков человек пробилось в Юньнань. Китайский главнокомандующий Мингруй мог бы бежать бежать с небольшой группой, но вместо этого совершил самоубийство. (Битва при Мемьо теперь является военным примером пехотной войны против более крупной армии).

#### Четвертое вторжение
В Пекине цинский император Цяньлун был потрясен поражением своей восьмизнамённой армии. Но он чувствовал себя обязанным продолжать, поскольку на карту был поставлен престиж империи. Он назначил дядю Мингруя, главного великого советника Фухэна, следующим губернатором Юньнани. Бирманцы теперь ожидали нового крупного вторжения и перебросили большую часть своих сил из Сиама на китайский фронт. Маха Тхиха Тхура был главнокомандующим обороной Бирмы, состоявшей из трех армий и флотилии. Его план состоял в том, чтобы остановить врага на границе и предотвратить еще одно проникновение китайцев в их глубь.
В октябре 1769 года Фухэн начал самое крупное вторжение, с 60-тысячной восьмизнамённой армией. Лучше подготовленная бирманская оборона успешно удерживала китайцев на границе. К началу декабря китайские войска были полностью окружены кольцами бирманских войск. Китайское командование, потерявшее уже 20 000 человек, а также большое количество оружия и боеприпасов, запросило условия. Бирманские военачальники не желали соглашаться на такие условия, говоря, что китайцы окружены, как скот в загоне, они голодают и через несколько дней могут быть уничтожены до последнего человека. Маха Тхиха Тхура, возглавлявший уничтожение армии Мингруя, понимал, что еще одно уничтожение лишь укрепит решимость китайского правительства.
Он указал своим командирам, что война с китайцами быстро превращается в раковую опухоль, которая в конце концов уничтожит нацию. По сравнению с китайскими потерями, бирманские потери были легкими, но если рассматривать их пропорционально численности населения, то они были тяжелыми.

#### Перемирие
Командиров это не убедило, но Маха Тхиха Тхура, под свою ответственность и без ведома королю Схинбьюшина, потребовал, чтобы китайцы согласились на следующие условия:
- Китайцы выдадут бирманских мятежников и беглецов, укрывшихся на китайской территории
- Китайцы обязуются уважать суверенитет Бирмы над теми шанскими княжествами, которые исторически были частью Бирмы
- Все военнопленные будут освобождены
- Император Китая и король Бирмы возобновят дружеские отношения, регулярно обмениваясь посольствами с письмами и подарками.

Китайские военачальники решили согласиться на эти условия, вероятно, потому, что у них не было другого выбора. В Каунгтоне 13 декабря 1769 года (или 22 декабря 1769 года) был подписал мирный договор между Цинской империей и Бирмой. Китайцы сожгли свои лодки и переплавили пушки. Через два дня китайцы отступили.

### Манипур (1770)
В Аве Схинбьюшин пришел в ярость оттого, что его генералы действовали без его ведома, и разорвал свой экземпляр договора. Зная, что король разгневан, бирманские войска боялись возвращаться в столицу. В январе 1770 года они двинулись маршем к Манипуру, где началось восстание, воспользовавшись бедами бирманцев с китайцами. После трехдневного сражения под Лангтабалом манипури были разбиты, и их раджа бежал в Ассам. Бирманцы возвели своего кандидата на трон и вернулись. Гнев короля утих; в конце концов, они одержали победы и сохранили его трон. Тем не менее король послал Маху Тхиху Тхуру, крупного военачальника, дочь которого была замужем за сыном Схинбьюшина и его наследником Сингу Мином, женское платье и сослал его и других генералов на месяц в шанские княжества.

### Сиам (1775—1776)
В 1774 году в Ланнатае вспыхнуло восстание, главным образом, из-за репрессивного правления тамошнего бирманского губернатора Тхадо Миндина. Его презрительное отношение к местным вождям вызвало у них негодование. Трое местных вождей бежали в Сиам, чтобы присоединиться к сиамцам, которые теперь имели виды на сам Ланнатай. При поддержке местных ланнатайцев сиамцы захватили Чиангмай в конце 1774 года. Схинбьюшин, который долго болел и в конце концов лишился жизни, теперь приказал Махе Тхихе Тхуре возглавить новое вторжение в Сиам.

### Подготовка
Но со времени последнего вторжения в Сиам десять лет назад многое изменилось. Король умирал, и дворец полнился слухами и интригами. Никто из бирманских командиров, включая Маху Тхиху Тхуру, не был в восторге от вторжения. Сам Маха Тхиха Тхура был кровно заинтересован в делах наследования, поскольку предполагаемый наследник Сингу Мин был его зятем. Что еще более важно, бирманское военное командование потерпело крах. Раздоры свирепствовали вовсю. Полевые командиры все чаще действовали как военачальники и вели себя высокомерно по отношению к народу, а также стали игнорировать даже приказы короля. Маха Тхиха Тхура столкнулась со многими трудностями в сборе сил вторжения, и ей пришлось ждать окончания сезона дождей в 1775 году, чтобы начать вторжение.

### Вторжение
В конечном счете для сиамского театра военных действий были собраны объединенные силы численностью 35 000 человек. Главная армия Махи Тхихи Тхуры вторглась южным путем из Мартабана, а вторая армия Не Мио Тхихапате — из Чиангсена в Северном Ланнатае (который все еще находился под контролем бирманцев). С самого начала вторжение было чревато множеством проблем. Во-первых, силы вторжения в 35 000 человек были слишком малы, чтобы быть эффективными, тогда как силы вторжения 1765 года состояли по меньшей мере из 50 000 солдат. Что еще более важно, бирманское командование пребывало в растерянности. Когда король Схинбьюшин лежал на смертном одре, неповиновение становилось все более безудержным. Действительно, заместитель командующего южной армией Зея Кьяу, не согласившись с Махой Тхихой Тхурой относительно маршрута вторжения, отступил со своими силами, оставив главнокомандующего с частью войск. (Такое неподчинение было бы немыслимо еще пару лет назад, когда король полностью контролировал ситуацию. Удивительно, но Зея Кьяу так и не был наказан после войны.)
Даже при наличии укомплектованных сил вторжение в Сиам никогда не было легким для бирманцев. Без полноценной армии усилия казались обреченными с самого начала. Тем не менее Маха Тхиха Тхура по-прежнему подчинялся приказам и продолжал свой путь. Он каким-то образом пробился сквозь жесткую сиамскую оборону, возглавляемую королем Таксином и его заместителем Чакри, и сумел занять провинции Пхитсанулок и Сукхотай на севере Сиама (современный центральный Таиланд). Оттуда он попытался пробиться на юг к новой сиамской столице Бангкоку, но не смог сломить сиамскую оборону. В одном из сражений бирманский генерал был полностью впечатлен ожесточенным сопротивлением, оказанным войсками Чакри. Хотя в конце концов он выиграл именно эту битву, Маха Тхиха Тхура послал Чакри послание, чтобы он приехал и получил его поздравления в час перемирия. Поверив ему, появился сиамский генерал. Маха Тхиха Тхура выразил свои поздравления, отметив:
«У тебя осанка короля. Возможно, однажды ты станешь королём».
К июню, в начале сезона дождей, война зашла в тупик, и перспективы нового завоевания Сиама казались мрачными. Когда 10 июня 1776 года Схинбьюшин наконец скончался, Маха Тхиха Тхура решил отменить вторжение. Он хотел убедиться, что его зять и наследник Сингу Мин унаследует трон. Долгосрочное последствие вывода войск заключалось в том, что бирманцы потеряют большую часть королевства Ланнатай, которое находилось под бирманским сюзеренитетом с 1558 года. Бирманцы все еще удерживали Чианг-Саен, область в северной части Ланнатая, но они потеряют ее при короле Бодопайе.

## Делатель королей
Маха Тхиха Тхура поспешил поддержать своего зятя, потому что право Сингу Мина на престолонаследие находилось в прямом противоречии с указом Алаунпхайи о том, что все его сыновья становятся королями в порядке старшинства. Несмотря на то, что четверо его братьев были еще живы, Схинбьюшин проигнорировал завещание отца и сделал наследником своего старшего сына Сингу. При поддержке Маха Тхиха Тхуры Сингу взошел на трон без всяких происшествий. Новый король уничтожал потенциальных претендентов на трон, как только приходил к власти. В 1776 году, после его восшествия на престол, он казнил троих своих единокровных братьев. Затем он казнил своего дядю принца Эмьинта 1 октября 1777 года. Он изгнал трех оставшихся дядей. Следующим в очереди на трон был принц Бадон (впоследствии король Бодопайя) — отсюда и следующая цель Сингу, — но хитрый принц вел себя так, чтобы его считали безвредным, что он избежал смерти. Принца Бадон отправили в Сикайн, где он содержался под строгим надзором.
По стечению обстоятельств, Сингу Мин крупно поссорился со своим тестем Махой Тхихой Тхурой, человеком, который сделал его королем. Генерал был лишен своего поста министра и отправлен в ссылку в Сикайн. Сингу Мин развелся с дочерью генерала в мае 1777 года, и она утонула в 1778 году. Озлобленный, Маха Тхиха Тхура теперь стал искать нового кандидата на королевский престол. В феврале 1782 года Фаунказа Маун Маун, старший сын короля Наундоджи, захватил бирманский трон и сделал Маху Тхиху Тхуру своим главным министром. Вместе они вызвали оставшихся в живых сыновей Алаунпхаи, из ссылки и посадили их под арест. Четвертый сын, Бодопайя, бежал из тюрьмы с помощью нескольких военачальников и захватил трон. Правление Мауна Мауна длилось всего шесть дней.

## Смерть
Бодопайя попытался склонить на свою сторону старого создателя королей, подтвердив его назначение главным министром. Но Маха Тхиха Тхура не мог терпеть Бодопайю, потому что он был слишком сильным правителем. Несколько месяцев спустя Бодопайя обнаружил, что его брат Ситха замышляет заговор против него, и среди этой группа был не кто иной, как сам Маха Тхиха Тхура. Потрясение для короля было так велико, что до конца своей жизни он больше никогда не доверял смертным, даже своим ближайшим родственникам; с тех пор он ежедневно менял свою комнату и постель. Вся группа заговорщиков вместе со своими семьями и слугами была казнена. Старый полководец, который так часто приводил своих соотечественников к победе и выиграл крупную из войн, умер смертью предателя.

## Наследие
Маха Тхиха Тхура запомнился бирманцам как один из их величайших военачальников. Его умелое руководство обеспечило победу на грани поражения против гораздо более крупного врага в китайско-бирманской войне (1765—1769). Его стратегия окружения значительно большей по численности китайской армии в битве при Мемьо была названа военными историками «мастерским ударом». Но он был не просто блестящим военным стратегом. Он предвидел, что длительная война с китайцами уничтожит королевство. Вопреки совету своего штаба, он взял на себя ответственность заключить мир с военачальниками окруженными китайцами в 1769 году, хотя более легким вариантом было бы уничтожить китайцев и получить одобрение короля и народа. Вместо этого он принял наказание короля. Историк Хтин Аунг пишет: «…потомки должны восхвалять его не только за мудрость, но и за самоотверженность».